# Âge du fer
Ne doit pas être confondu avec Âge de fer (mythologie).

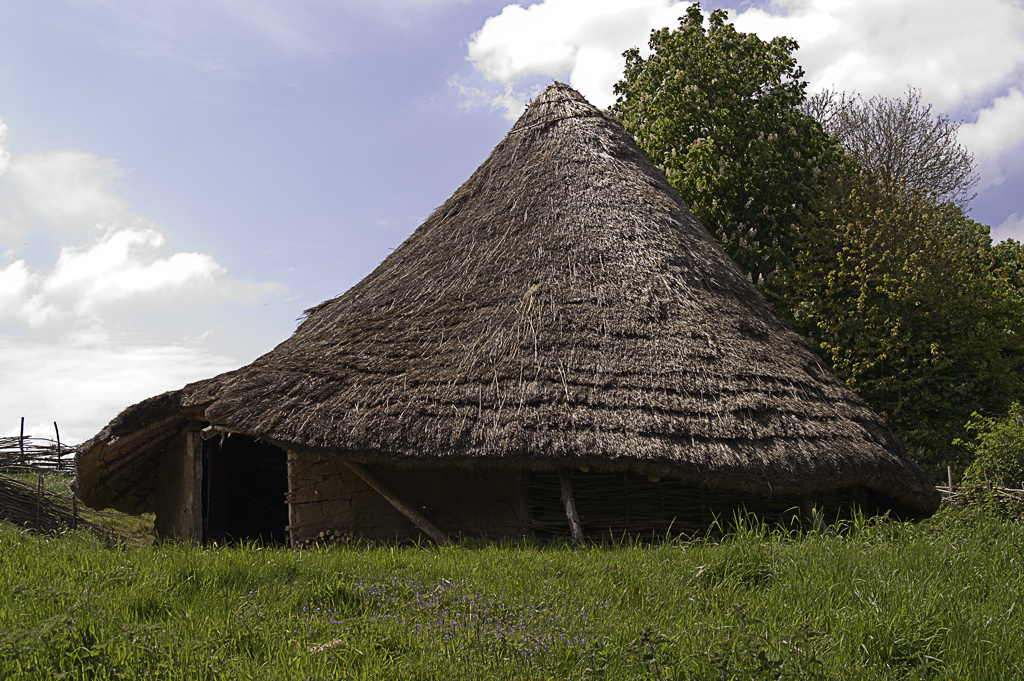
Reconstitution d'une maison de l'âge du fer au, Royaume-Uni.

L’âge du fer est une période archéologique caractérisée par la métallurgie du fer et faisant suite à l'âge du bronze en Eurasie et en Afrique du Nord. Toutefois, les limites chronologiques de l'âge du fer varient selon l'aire culturelle et géographique considérée. L'âge du fer appartient à la Préhistoire, à la Protohistoire ou à l'Antiquité selon les populations et régions concernées.
L'âge du fer débute vers 1200 av. J.-C. en Anatolie, vers 1020 à 1000 av. J.-C. en Grèce, entre 800 et 700 av. J.-C. en Europe de l'Ouest, et vers 500 av. J.-C. en Chine. Des sites de métallurgie du fer ont été mis au jour en Afrique centrale et en Afrique de l'Ouest, dont les datations, souvent discutées, pourraient être dans certains cas antérieures au Ier millénaire av. J.-C.. La métallurgie du fer nécessite une température de fusion plus élevée que celle du bronze, atteignable grâce à l'évolution technologique des fours.

## Historiographie
L'existence d'un âge du fer est déjà évoquée dans le De rerum natura de Lucrèce, mais comme simple hypothèse philosophique.
La popularisation de l'expression « âge du fer » est attribuée au chercheur danois Christian Jürgensen Thomsen. Elle se fonde sur des idées plus anciennes, notamment celles du français Nicolas Mahudel et de l’historien Lauritz Schebye Vedel Simonsen, professeur à l'université de Copenhague, qui avait envisagé en 1813 que les outils des peuples antiques scandinaves avaient d’abord été de bois et de pierre avant d’être de cuivre et de fer,. Thomsen eut l'intuition, en 1816, de l'emploi successif par l'humanité de la pierre, du bronze et du fer, alors qu'il devait classer les antiquités nationales danoises. Il énonce sa théorie des trois périodes préhistoriques — l’âge de la pierre, l’âge du bronze et l’âge du fer —, en 1836 dans Ledetraad til Nordisk Oldkyndighed (Guide des antiquités nordiques).
Cette période succède à l'âge du bronze en Eurasie et en Afrique du Nord et accompagne ou précède l'entrée des peuples concernés dans l'Antiquité. Certaines régions n'ont jamais connu d'âge du fer tout en connaissant très tôt certaines caractéristiques d'un développement social ou technique important. C'est le cas par exemple des civilisations précolombiennes qui connurent une métallurgie de l'or et du cuivre jusqu'à la conquête espagnole. L'Afrique subsaharienne, au contraire, n'a pas connu d'âge du bronze, mais directement celui du fer ; la métallurgie du bronze (Ife, Benin…) y est très postérieure. La notion d'âge du fer ne doit donc pas s'entendre partout comme un stade d'évolution.

## Changements économiques et sociaux
La métallurgie du fer influença durablement et en profondeur les sociétés d'Eurasie et d'Afrique du Nord. Elle se traduisit notamment par un renforcement de la domination des chefs de guerre en liaison avec les nouvelles conditions techniques de la guerre (remplacement de l'armement en bronze par des armes de fer, plus percutantes) ; l'augmentation des rendements agricoles avec la fabrication d'instruments aratoires en fer (araire et charrue pourvues d'un soc en fer, hache qui permet de défricher plus largement les « bordures » des terres arables, faux et faucilles) favorisant l'extension des défrichements, l'essor démographique. Cette force de travail accrue permit de dégager « des travailleurs de la production agricole autarcique, et de les utiliser dans l'artisanat et les échanges beaucoup plus largement que précédemment. [Le fer] permit enfin aux cités en gestation de participer à une expansion coloniale lointaine ».

## Émergence de la métallurgie du fer
Dans le Proche-Orient ancien, le fer météorique a été travaillé dès la fin du IVe millénaire av. J.-C., comme l'attestent des perles de fer de la période prédynastique égyptienne,, ou un poignard (quelques parcelles de rouille adhérant au manche) découvert en Mésopotamie à Tell Asmar. Mais les premiers fers obtenus par réduction de minerai dans un four remonteraient au IIIe millénaire av. J.-C. en Anatolie. Un des plus anciens objets en fer connus qui pourrait être issu d'un travail au bas fourneau date des environs de 2500 av. J.-C. et provient d'une tombe royale du Hatti, dans le Nord de l'Anatolie, mais cette technique se développe surtout à partir du XVIIe siècle av. J.-C. Les Hatti pratiquaient déjà un art du bronze très sophistiqué.
Pendant longtemps les archéologues ont estimé que les premiers à utiliser le fer furent les Hittites, dans la seconde moitié du IIe millénaire av. J.-C. Puis on a considéré que la métallurgie du fer était née en Syrie du Nord et en Anatolie, sur les piémonts du Taurus, dans une région susceptible de fournir du minerai et des forêts (pour le charbon nécessaire à la production du fer). Cependant, les Hittites semblent avoir été les premiers à faire un grand usage du fer dans l'armement. Si l'armée hittite utilisait surtout des armes de bronze, elle fut la première à employer le fer pour la guerre.
L'âge du fer commence un peu plus tard dans le reste de l'Eurasie. La Grèce passe à l'âge du fer vers 1050 av. J.-C., l'Europe de l'Ouest vers 800 av. J.-C. La métallurgie du fer supplante alors la métallurgie du bronze dans l'armement et l'outillage.

## Europe

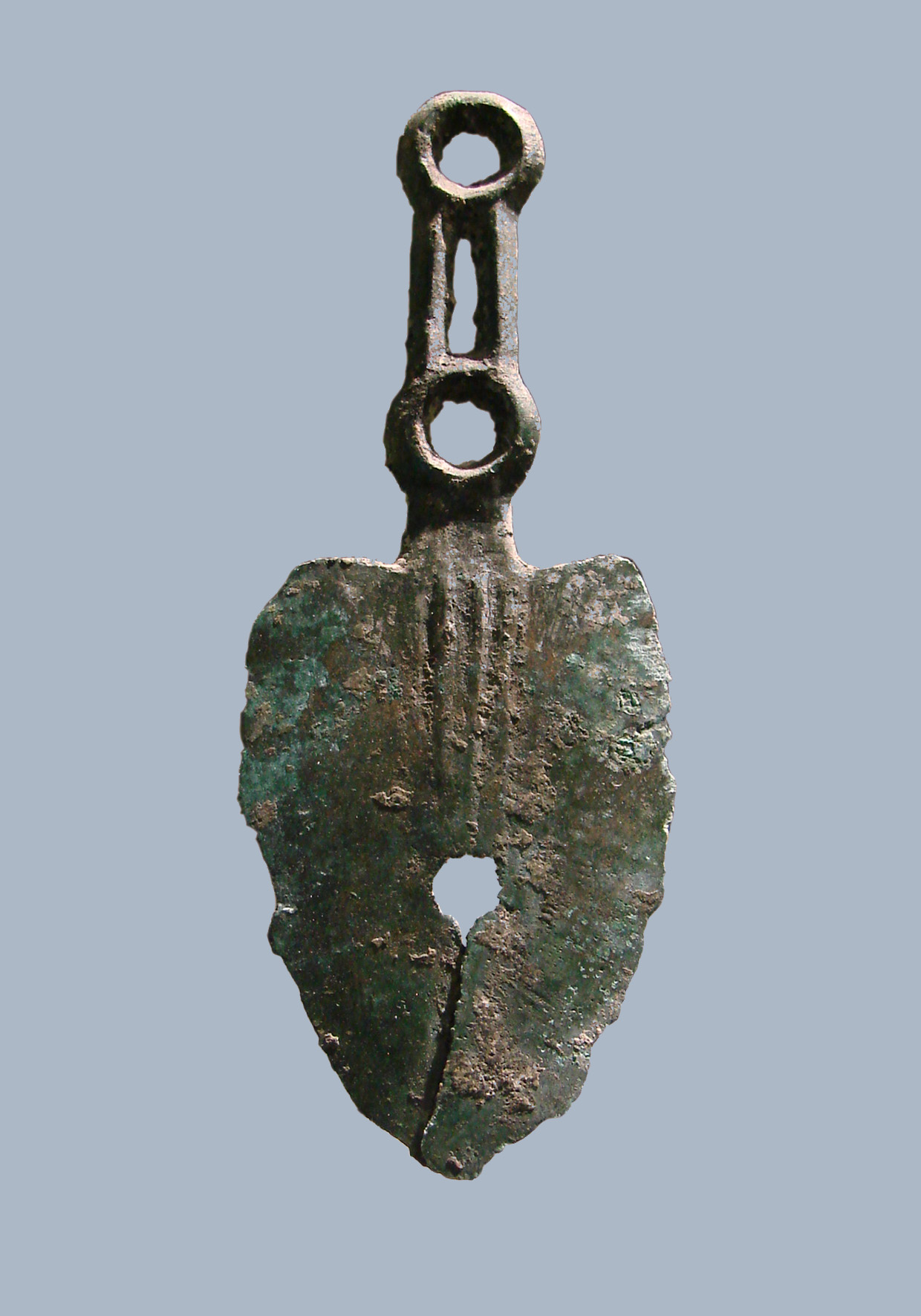
Rasoir en bronze, premier âge du fer, Acy-Romance.

Le travail du fer a été introduit en Grèce vers la fin du XIe siècle av. J.-C., puis s'est diffusé vers le nord et vers l'ouest au cours des 500 années suivantes. L'Italie entre dans l'âge du fer vers 900 av. J.-C. et l'Europe de l'Ouest vers 800 av. J.-C.. La métallurgie du fer ne gagne l'Irlande que vers 500 av. J.-C. L'âge du fer n'a réellement débuté que lorsque le fer a commencé à remplacer le bronze dans la fabrication des outils et des armes.

### Âge du fer celtique
L'âge du fer débute en Europe centrale aux environs de 800 av. J.-C. et coïncide avec l'apparition d'une nouvelle élite masculine inhumée sous des tumulus avec de grandes épées en fer. Il est subdivisé en deux périodes, nommées d'après deux sites :
- la culture de Hallstatt, ou « premier âge du fer » ;
- la culture de La Tène, ou « second âge du fer ».

Durant les sept derniers siècles du dernier millénaire av. J.-C., des villes sont nées, des États se sont créés, des périodes de développement et de déclin se sont succédé, les marchandises et les techniques ont circulé dans toute l'Europe.

### Âge du fer en Scandinavie
Les limites chronologiques de l’âge du fer varient selon les régions géographiques et culturelles considérées. Vers le Ve siècle av. J.-C., l'extraction du fer se développa en Scandinavie. Jusqu'alors, le bronze reposait sur des importations de cuivre et d'étain tandis que l'exploitation du fer put se faire à une échelle locale. Afin d'alimenter les bas fourneaux, l'exploitation des tourbières danoises s'accentua. Le bronze continua d'être utilisé afin de fabriquer des bijoux et accessoires vestimentaires tandis que le fer était destinés aux armes et aux outils.
Selon Oscar Montelius, en Scandinavie, l'âge du fer romain est un segment de l'âge du fer et s'étend du Ier siècle au Ve siècle. Il étend également l'usage de ce terme au nord de l'Allemagne et aux Pays-Bas.

### Les complexes techno-économiques en Europe

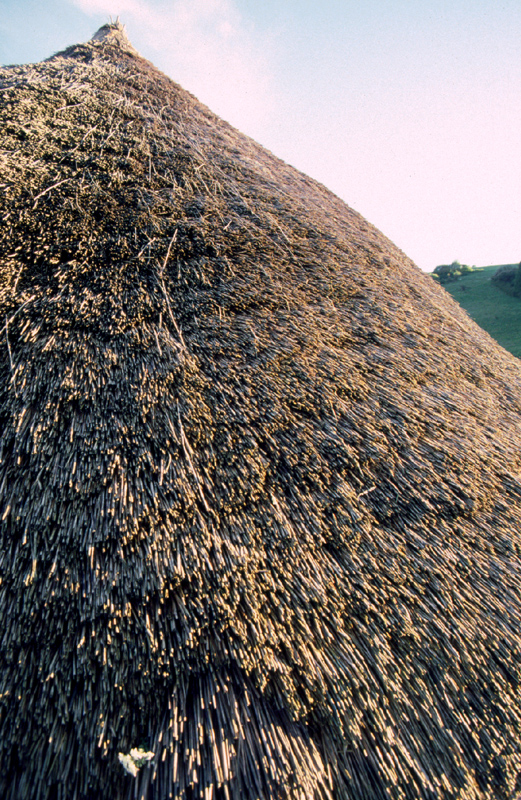
Reconstitution d'un toit de chaume dans le Hampshire, une technique répandue à l'âge du fer.

Les cultures archéologiques européennes de cette période permettent de dessiner de grands ensembles géographiques à l'intérieur desquels le matériel archéologique présente une homogénéité, tant sur le plan technique que des décors. En Italie, la fondation de Rome (753 av. J.-C.) eut lieu durant l'âge du fer et la première période de l'histoire de la Rome antique (la Royauté romaine) correspond à peu près aux bornes chronologiques du second âge du fer italien.
Ces ensembles ou « complexes techno-économiques » persistent durant les deux âges du fer, « se dilatant et se contractant au gré des circonstances », :
- le complexe atlantique : îles Britanniques, Flandre maritime, France occidentale[b] et quart nord-ouest de la péninsule Ibérique ;
- le complexe nordique : Scandinavie et Allemagne septentrionale ;
- le complexe lusacien : Lusace et Pologne ;
- le complexe nord-alpin : France orientale, Allemagne méridionale, Suisse, Autriche et Tchéquie (qualifié de « celtique » par Hérodote dès le Ve siècle av. J.-C.) ;
- le complexe ibérique : péninsule Ibérique (excepté son quart nord-ouest) ;
- le complexe italique : Italie (dont Sicile et Sardaigne), Slovénie, Croatie, Bosnie-Herzégovine et Corse ;
- le complexe carpatique : bassin inférieur du Danube, Carpates orientales et méridionales ;
- le complexe grec : Grèce, Balkans méridionaux et monde égéen.

## Asie
C'est au cours du Ier millénaire av. J.-C. que le travail du fer apparait en Inde, puis en Chine (période des Printemps et Automnes, 771 à 481-453 av. J.-C., avec quelques centaines d'objets seulement ), et enfin au Japon où les armes de fer ne deviennent courantes qu'au IIe siècle.
L’âge du fer en Mongolie ne commence qu’au IIIe siècle. Les objets de fer trouvés dans les tombes à dalles montrent que l’expansion de la ferronnerie s’est faite progressivement vers le sud du lac Baïkal. Il s’ensuit l’émergence d’une aristocratie de la steppe, même si certaines formes collectives de l’exercice du pouvoir subsistent parallèlement, comme l’assemblée des chefs de clan.

## Afrique du Nord
À Carthage (Tunisie), le travail du fer remonte au VIIIe siècle av. J.-C..

## Afrique subsaharienne
- Chemins d'introduction du fer selon la thèse diffusionniste.

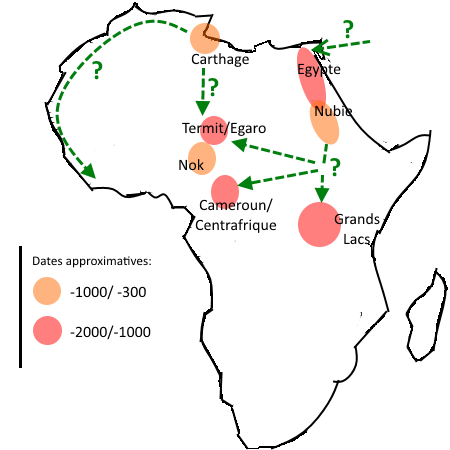
Introduction ou invention de la métallurgie du fer en Afrique.

L'émergence du travail du fer en Afrique subsaharienne fait l'objet de deux thèses contradictoires.
La thèse diffusionniste, théorie la plus ancienne émise par les historiens européens, mais la plus contestée aujourd'hui, considère que le travail du fer a d'abord été introduit en Égypte et à Carthage vers 750 av. J.-C., avant de se diffuser, via la Nubie et le Sahara, vers l'Afrique subsaharienne, franchissant le désert aux alentours de 500 av. J.-C.. La généralisation du travail du fer s'étagerait de 500 av. J.-C. jusqu'à 500 apr. J.-C. environ,,,.
À l'opposé, la thèse autochtone estime que le travail du fer a été inventé beaucoup plus précocement en Afrique subsaharienne, dans divers foyers indépendants d'Afrique centrale,. « L'Afrique au sud du Sahara, semble-t-il désormais, est le foyer d'une invention distincte et indépendante de la métallurgie du fer… Pour résumer les données disponibles, la technologie du fer de la majeure partie de l'Afrique subsaharienne a une origine africaine datant d'avant 1000 av. J.-C. ». Selon la thèse autochtone, qui tend à prévaloir, les traces les plus anciennes de métallurgie du fer remontent, pour le continent africain, au IIIe millénaire av. J.-C.,. Les motifs d'opposition à cette dernière théorie concernent principalement la validité des datations au carbone 14,.
Contrairement à l'Eurasie, l'âge du fer en Afrique subsaharienne ne fait pas suite à un âge du bronze. La technologie du fer fait directement suite à l'usage de la pierre et du cuivre. Des découvertes, à Egaro près de Termit, au Niger oriental, et à Ôbui, en République centrafricaine, laissent penser que le travail du fer a commencé en ces endroits dès le IIIe millénaire av. J.-C. ; ces découvertes sont cependant l'objet de controverses. Les datations les plus anciennes dans le Sahel vont jusqu'à -2900/-2300. Plus au sud, dans le contexte de la culture Nok (actuel Nigeria), le fer remonte à -925/±70. On trouve du fer encore plus ancien plus au sud (Cameroun), avec des datations autour du IIe millénaire av. J.-C.. Dans la région des Grands Lacs, la métallurgie du fer est attestée dès le IIe millénaire av. J.-C., avec des datations obtenues au Burundi et en Tanzanie.
Il a été supposé que l'expansion bantoue avait apporté le fer en Afrique subéquatoriale, mais l'archéologie semble montrer que bien que maîtrisant l'agriculture, les peuples locuteurs du proto-bantou n'utilisent le fer qu'à partir de 500 av. J.-C.,.

## Amérique
Les autochtones d'Amérique n'ont jamais développé de métallurgie du fer, bien qu'ils aient pratiqué la métallurgie du cuivre, de l'or et de l'argent plus de 2 000 ans avant l'arrivée des Espagnols, notamment dans les Andes et en Mésoamérique.[réf. souhaitée]
En revanche, les Inuits du Groenland ont commencé à exploiter le fer météorique et le fer tellurique vers l'an 1000, en le martelant à froid pour fabriquer de petits objets comme des pointes de flèche.